# Ermishevsky (huyện)
Huyện Ermishevsky (tiếng Nga: ? райо́н) là một huyện hành chính tự quản (raion), của Tỉnh Ryazan, Nga. Huyện có diện tích 1349 km², dân số thời điểm ngày 1 tháng 1 năm 2000 là 11900 người. Trung tâm của huyện đóng ở Ermish.